# Ziemiowiórka
Ziemiowiórka (Lariscus) – rodzaj ssaków z podrodziny wiewiórczaków (Callosciurinae) w obrębie rodziny wiewiórkowatych (Sciuridae).

## Rozmieszczenie geograficzne
Rodzaj obejmuje gatunki występujące w rejonie południowo-wschodniej Azji.

## Morfologia
Długość ciała (bez ogona) 187–202 mm, długość ogona 85–104 mm; masa ciała 174,9–215 g.

## Systematyka
Rodzaj zdefiniował w 1867 roku angielski zoolog John Edward Gray w artykule zatytułowanym O kolekcji ssaków z zachodniej Jawy podarowanej Muzeum Narodowemu przez pana W.E. Balstona, opublikowanym w czasopiśmie „The Annals and magazine of natural history”. Jednak nazwa – Laria – którą ukuł Gray okazała się młodszym homonimem rodzaju chrząszczy opisanego w 1763 roku, dlatego w 1909 roku zoolodzy – Anglik Oldfield Thomas i Indyjczyk Robert Charles Wroughton – nadali rodzajowi gryzoni nową nazwę – Lariscus. Gatunkiem typowym jest (oznaczenie monotypowe) ziemiowiórka trójpręga (L. insignis).

### Etymologia
- Laria: hipotetyczna rodzima nazwa Lary dla ziemiowiórki trójpręgiej („Müller i Schlegel sugerują, że jako że nigdy nie słyszeli oni słowa ‚Lary’ zastosowanego dla tej wiewiórki, jak twierdził Horsfield, termin ten, być może, został użyty w żartach przez niektórych tubylców, ponieważ ‚larie’ oznacza biegać!”)[9][10].
- Lariscus: rodzaj Laria J.E. Gray, 1867; łac. przyrostek zdrabniający -iscus[1].
- Paralariscus: gr. παρα para ‘blisko’; rodzaj Lariscus O. Thomas & Wroughton, 1909 (ziemiowiórka)[3]. Gatunek typowy (oryginalne oznaczenie): Sciurus hosei O. Thomas, 1892.

### Podział systematyczny
Do rodzaju należą następujące gatunki:
| Grafika | Gatunek           | Autor i rok opisu   | Nazwa zwyczajowa         | Podgatunki         | Rozmieszczenie geograficzne | Podstawowe wymiary                                 | Status IUCN |
| ------- | ----------------- | ------------------- | ------------------------ | ------------------ | --- | -------------------------------------------------- | ----------- |
|         | Lariscus insignis | (F. Cuvier, 1821)   | ziemiowiórka trójpręga   | gatunek monotypowy | Półwysep Malajski, Sumatra, (wraz z Wyspami Batu), Jawa i Borneo; zakres wysokości: 300–1500 m n.p.m.                            | DC: 18,7–19,4 cm DO: 10–10,4 cm MC: 175–182 g      | LC          |
|         | Lariscus hosei    | (O. Thomas, 1892)   | ziemiowiórka czteropręga | gatunek monotypowy | północne i północno-środkowe Borneo, od góry Kinabalu do wyżyn Kelabit (Malezja i Indonezja); zakres wysokości: do 1530 m n.p.m. | DC: około 18,9 cm DO: około 8,6 cm MC: około 215 g | LC          |
|         | Lariscus niobe    | (O. Thomas, 1898)   | ziemiowiórka skalna      | 2 podgatunki       | endemit Indonezji: zachodnia Sumatra (góry Barisan) i wschodnia Jawa (góry Ijen)                                                 | DC: 18,9–19,4 cm DO: 8,5–9 cm MC: brak danych      | DD          |
|         | Lariscus obscurus | (G.S. Miller, 1903) | ziemiowiórka mentawajska | 3 podgatunki       | endemit Indonezji: Wyspy Mentawai (Siberut, Sipura, Północna i Południowa Pagai)                                                 | DC: około 20 cm DO: 8,6–8,8 cm MC: brak danych     | NT          |

Kategorie IUCN:  LC  – gatunek najmniejszej troski,  NT  – gatunek bliski zagrożenia,  DD  – gatunki o nieokreślonym stopniu zagrożenia.